# Душан Пешић
Душан Пешић (Крушевац, 26. април 1955) бивши је југословенски и српски фудбалер.

## Каријера
Рођен је 26. априла 1955. у Крушевцу. Поникао је у млађим категоријама ФК Напредак Крушевац, а први пут је дебитовао са 17 година. Фудбалски се афирмисао у крушевачком Напретку, у екипи која је изборила статус прволигаша. За Крушевљане је на 125 првенствених утакмица постигао 11 голова.
Од 1980. године био је стандардни првотимац сплитског Хајдука, у чијем дресу је освојио Куп Југославије 1984. За Сплићане је одиграо укупно 156 утакмица и постигао 46 голова.
У иностранству је наступао у турским клубовима Фенербахче (1984-88) и Сакаријаспор (1988-89).
За А селекцију Југославије наступио је на четири утакмице. Дебитовао је 1980. против Румуније (2:0), а последњу 1983. у Загребу против Француске (0:0). Био је учесник Олимпијских игара 1980. у Москви.

## Успеси
- Хајдук Сплит
  - Куп Југославије: 1984.